# تیم هالت
تیم هالت (انگلیسی: Tim Holt؛ ۵ فوریهٔ ۱۹۱۹ – ۱۵ فوریهٔ ۱۹۷۳) هنرپیشه اهل ایالات متحده آمریکا بود.
از فیلم‌هایی که وی در آن نقش داشته است، می‌توان به قمارباز و دخترک، دلیجان، گنج‌های سیرا مادره، عزیز من کلمنتاین و امبرسون‌های باشکوه اشاره کرد.